# دينيس توماسيان
دينيس توماسيان (24 أبريل 1985 بكييف في أوكرانيا - ) هو لاعب كرة قدم روسي وأرمني في مركز الدفاع. لعب مع توربيدو موسكو ونادي أوفا ونادي روستوف أون دون وJakobstads BK ‏ وFF Jaro ‏ ونادي أورال يكاترينبورغ.

## وصلات خارجية
- دينيس توماسيان على موقع قاعدة بيانات كرة القدم.إي يو (الإنجليزية)
- دينيس توماسيان على موقع Soccerway.com (الإنجليزية)